# Завал-талі

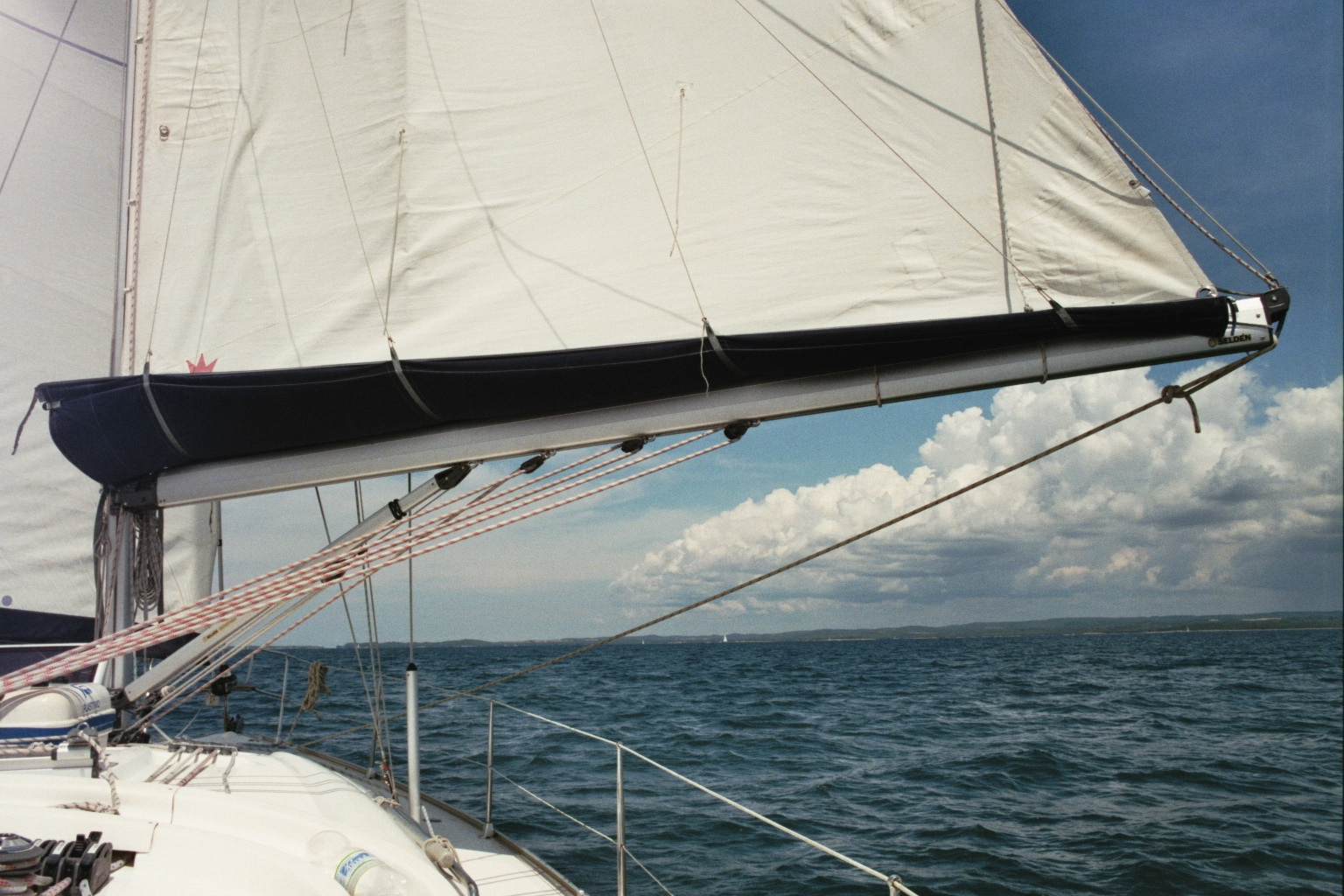
Трос завал-талів, протягнутий від нока гіка на ніс яхти.

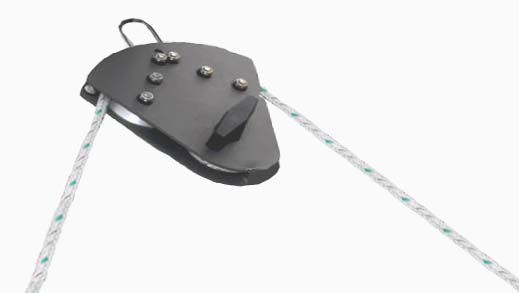
Гальмо гіка

Завал-талі — снасть рухомого такелажу яхти, талі, що служать для завалювання (відведення) гіка. Запобігають самочинному повороту через фордевінд, який призводить до небезпечного перекидання гіка з одного борту на другий. Відповідають еринс-бакштагам (еринс-талям) гафеля і брасам рей.
Завал-талі фіксують гік у певному положенні з одного з бортів судна. Корінний кінець лопаря талів кріпиться на ноку гіка, ходовий проводиться на бак і через блок до корми (на кокпіт). Перед вибиранням завал-талів треба потравити гіка-шкот, що винести гік за борт дещо далі належного.
Замість завал-талів може використовуватися гальмо гіка. Воно кріпиться знизу гіка, через нього проходить трос, закріплений кінцями в місцях кріплення вант. За рахунок сили тертя гальмо забезпечує повільне пересування троса всередині і відповідно, сповільнене переміщення гіка. Аналогічну функцію може здійснювати і контршкот.

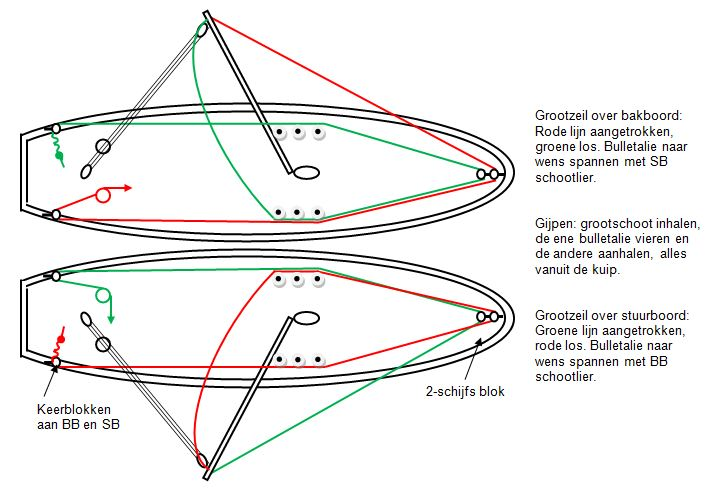
Використовування завал-талів на правому галсі (угорі) та лівому галсі (унизу).